# コマツモムシ
コマツモムシ(Anisops ogasawarensis　小松藻虫)は、半翅目マツモムシ科コマツモムシ属の1種である。
同科のマツモムシより一回り小型なため、この名前がある。

## 生息環境
本州から南西諸島にかけて広く分布する。休耕田や、ため池、特に中規模なビオトープによく見られ、また、調整池などに住み着くこともある。
コマツモムシはマツモムシと違い、中層で生活するため、より深い水深を好む。
また高温を嫌う性質があることから、湧水や流れ込みのある場所をより好む。

## 生態
本種はマツモムシと同じように背泳ぎをするが、マツモムシと違い、水面には呼吸に上がる以外は中層で生活する。
ユスリカやイトトンボの若齢幼虫や、ミジンコなどの大型プランクトンを捕食し体外消化をする。
また、イトミミズやミズムシといった底生生物も食べる。